# Sin fin
Pour plus de détails, voir Fiche technique et Distribution.
Sin fin est un film espagnol réalisé par César Esteban Alenda et José Esteban Alenda, sorti en 2018.

## Synopsis
Javier voyage de le temps pour revivre son dernier rendez-vous avec l'amour de sa vie, María.

## Fiche technique
- Titre : Sin fin
- Réalisation : César Esteban Alenda et José Esteban Alenda
- Scénario : César Esteban Alenda et José Esteban Alenda
- Musique : Sergio de la Puente
- Photographie : Ángel Amorós
- Montage : César Esteban Alenda
- Production : Roberto Butragueño, José Esteban Alenda et José Antonio Hergueta
- Société de production : Producciones Transatlánticas, Solita Films, Elamedia Estudios, Televisión Española et Canal Sur Televisión
- Pays :  Espagne
- Genre : Drame, romance et science-fiction
- Durée : 96 minutes
- Dates de sortie : 
  -  Espagne : 31 octobre 2018

## Distribution
- Javier Rey : Javier
- María León : María
- Juan Carlos Sánchez : Javier à 70 ans
- Mari Paz Sayago : Mari Carmen
- Paco Ochoa : Antonio
- Roberto Campillo : Pedrito
- Asencio Salas : Abuelo
- Paco Mora : Charly
- Cristian Gamero : Lucas

## Distinctions
Le film a été nommé au prix Goya du meilleur nouveau réalisateur.